# Ian Ferguson (calciatore)
Ian Ferguson (Glasgow, 15 marzo 1967) è un allenatore di calcio ed ex calciatore scozzese, di ruolo centrocampista.

## Carriera
Ha giocato per la maggior parte della sua carriera con i Rangers, con la cui maglia, tra il 1988 ed il 2000, ha vinto 11 campionati, 5 Scottish Cup e 6 Coppe di Lega. È stato inserito nella Hall of fame della squadra.
Non trovando più posto negli anni di Dick Advocaat sulla panchina dei Rangers, Ferguson si trasferì prima al Dunfermline Athletic F.C., poi, nel 2002, in Australia al Northern Spirit FC, per le ultime due stagioni della National Soccer League.
Col termine della lega anche la squadra cessò di esistere e Ferguson si accasò alla neonata formazione dei Central Coast Mariners FC, ma sulla panchina, come secondo del manager Lawrie McKinna. Dovette scendere in campo nel 2005-2006, per tre incontri, per il gran numero di infortuni che avevano afflitto la sua squadra.
Il 15 settembre 2008 è stato annunciato il suo passaggio, a partire dalla stagione 2009-10, al N. Queensland Fury, neonata società che prendeva parte alla sua prima A-League.
Dopo una stagione è entrato a far parte dello staff del Perth Glory FC come secondo di Dave Mitchell. Quando Mitchell, il 12 ottobre 2010 si dimise, Ferguson lo sostituì. Con lui alla guida la squadra raggiunse nel 2012 la sua prima Grand Final, persa tuttavia con i Brisbane Roars. Il contratto fu consensualmente rescisso l'11 febbraio 2013, dopo una striscia di cinque sconfitte consecutive.
Nel 2013 fu chiamato a guidare il Northern Fury, società nata dalle ceneri del N. Queensland Fury e che disputa la National Premier Leagues Queensland. Si è dimesso dalla guida dei Fury il 16 febbraio 2017.

## Palmarès

### Giocatore

#### Competizioni nazionali
- Campionato scozzese: 11

Rangers: 1988-1989, 1989-1990, 1990-1991, 1991-1992, 1992-1993, 1993-1994, 1994-1995, 1995-1996, 1996-1997, 1998-1999, 1999-2000
- Coppa di Scozia: 6

St. Mirren: 1986-1987
Rangers: 1991-1992, 1992-1993, 1995-1996, 1998-1999, 1999-2000
- Coppa di Lega scozzese: 6

Rangers: 1988-1989, 1990-1991, 1992-1993, 1993-1994, 1996-1997, 1998-1999